# تود ميرشنت
تود ميرشنت (بالإنجليزية: Todd Marchant)‏ هو لاعب هوكي الجليد أمريكي، ولد في 12 أغسطس 1973 في بوفالو في الولايات المتحدة.

## وصلات خارجية
- تود ميرشنت على موقع دوري الهوكي الوطني (الإنجليزية)
- تود ميرشنت على موقع EliteProspects.com (الإنجليزية)
- تود ميرشنت على موقع HockeyDB.com (الإنجليزية)
- تود ميرشنت على موقع Hockey-Reference.com (الإنجليزية)
- تود ميرشنت على موقع أوليمبيديا (الإنجليزية)